# Vaterstetten
Vaterstetten é um município da Alemanha, no distrito de Ebersberg, na região administrativa de Alta Baviera, estada de Baviera. Localiza-se a poucos quilômetros do centro de Munique.
O humorista brasileiro Bussunda morreu neste município, num hotel do bairro de Parsdorf, enquanto fazia a cobertura da Copa do Mundo de 2006.